# アジアラグビー
アジアラグビー（Asia Rugby）は、アジアにおけるラグビーユニオン競技に関する運営団体。ワールドラグビーの傘下にある大陸連盟で、2015年6月15日、アジアラグビーフットボール協会（Asian Rugby Football Union; ARFU）から改称した。

## 概要
1968年に、タイ協会のチャローク・コマラクール会長（当時）が、日本協会の金野滋専務理事・国際委員会委員長（当時）にアジアラグビーフットボール大会の開催を提案したことをきっかけに、8か国（台湾、香港、日本、マレーシア、シンガポール、スリランカ、大韓民国、タイ王国）で結成された。金野専務理事は20年にわたり事務総長を務め、アジアのラグビー振興に貢献した。

## 財務管理に関する諸問題
2019年、アラブ首長国連邦（UAE）のカイス・アルダライ（Qais Al-Dhalai）が会長に就任。
これをきっかけに、アジアラグビーの本部は香港からUAEへ移転された。しかし、UAEでは法人登録されず、アジアラグビー専用の銀行口座がなく、ワールドラグビーからアジアラグビー各国への助成金は、UAEラグビー連盟（UAERF）の銀行口座を経由していた。
2024年9月、ワールドラグビーは、アジアラグビーにおける財務管理での深刻な懸念を理由に、アジアラグビーへの助成金を停止した。
2024年9月30日、UAEの航空会社エミレーツ航空が、アジアラグビーのタイトルスポンサーになる。
2024年10月7日、ワールドラグビーは、アジアラグビーに対する監査報告書でも、財務上の不正行為の可能性を指摘した。
2024年11月、アジアラグビーの副会長に、岩渕健輔（日本ラグビーフットボール協会専務理事、ワールドラグビー理事）が就任した。岩淵は、アジアラグビーの健全化を掲げ、透明性と公平性を訴え、賛同するユニオン（国）からの支持を受けて当選。会長には、UAEのカイス・アルダライ（Qais Al-Dhalai）が再任。
2025年2月24日、アジアラグビーは岩渕健輔に対し、行動規範に抵触した可能性があるとして、アジアラグビーでの副会長職務を停止したと発表した。翌25日、日本ラグビーフットボール協会は、アジアラグビーが主張するような事実はないと発表した。3月12日、岩渕健輔は「（職務停止となる前に）アジアラグビーからのヒアリングや通告がなかった。なぜ職務停止ができのるか、私が教えていただきたいというのが本音」と述べた。
2025年2月26日、日本ラグビーフットボール協会は、アジアラグビーによる今回の一方的な発表こそが行動規則に反しているとして撤回要請を行った。さらに、ワールドラグビーに対し、アジアラグビーに関する調査要請を行った。
2025年4月23日、ワールドラグビーは、岩渕健輔の行動（2024年12月21日から2025年1月9日の間に、アジアラグビーの秘密保持契約書・執行委員会雇用申告書・収入申告書の内容に関して、アジアラグビーに問い合わせをした行為）について、「まったく妥当な質問行為であり、アジアラグビーおよびワールドラグビーの行動規範の違反を示唆するものではない」と結論づけた。ワールドラグビーは、「この決定をアジアラグビーと日本ラグビーフットボール協会に通知し、岩渕がアジアラグビー副会長へ復職することを期待する」と表明した。
4月24日、日本ラグビーフットボール協会は、アジアラグビーのケイス・アル＝ダライ会長に対して、岩渕健輔への公式謝罪を求める文書を送付する方針を決めた。
2025年6月11日、日本ラグビーフットボール協会は、アジアラグビーによる岩渕健輔への副会長職務停止処分が解除されたと発表した。ワールドラグビーから6月5日に文書で通達された。2月の職務停止や今回の処分解除ついて、アジアラグビーからは一切の説明がないという。
ワールドラグビーからの6月5日の通達文書では、アジアラグビーの運営を正常化・監視するための「監視委員会」を設置することも日本ラグビーフットボール協会に伝えられた。監査委員会は、従来から続く各種問題の解決と正常化を急ぎ、アジアラグビーの意思決定の監督、財務に関するガバナンス不全の解決、各国協会へのヒアリングを行う。

## 本部
出典：
- 住所：Dubai Sports City, ドバイ, アラブ首長国連邦
- 香港事務所：Room 2001A, Olympic House, 1 Stadium Path, So Kam Po, Causeway Bay, Hong Kong

## 役員
2024年11月-2028年11月の期間における、アジアラグビー役員は以下の通り。
ワールドラグビーでのアジアラグビーからの投票数は「2」。ワールドラグビー評議会メンバー2名がその任を負う。
- 会長 および ワールドラグビー評議会メンバー：Qais Al-Dhalai（アラブ首長国連邦）
- 会長補佐：Terence Khoo（シンガポール）
- 副会長：Rizwan Ur Rab Malik（パキスタン）、Tanka Lal Ghising（ネパール）、岩渕健輔（日本）
- ワールドラグビー評議会メンバー：Ada Milby（フィリピン）
- 役員：Gerald Prabhu（インド）、Angelina Liu（シンガポール）、Mohamad Fahmy Bin Adb Jalil（マレーシア）、Yudha Ramon（インドネシア）、Batbayar PurevJargal（モンゴル）、Aigul Jartybayev（カザフスタン）、Abdallah Jammal（レバノン）
- 独立役員：Vela Tan（マレーシア）[29]、Asanga Seneviratne（スリランカ）[30]

## アジアラグビー主催の主な大会
出典。一部、各国ラグビー協会主催のアジア大会も含まれる。
- アジアラグビーチャンピオンシップ（Asia Rugby Men's Championship）
- 女子アジアラグビーチャンピオンシップ（Asia Rugby Women's Championship）
- アジアラグビーセブンズシリーズ（Asia Rugby Sevens Series）
- Asia Rugby Sevens Trophy
- Dubai 7s
- Singapore 7s
- Hong Kong 7s
- アジアラグビー男女オリンピック予選 - 2024年パリオリンピックの7人制ラグビーアジア地区予選大会は、2023年11月に日本で開催[32]。

### 過去の大会
- アジアラグビーフットボール大会
- アジア5カ国対抗

## 加盟国・地域
2024年3月現在。
35の国と地域の団体がアジアラグビーに加盟している。そのうち、ワールドラグビー加盟が27、アジアラグビーのみの加盟が8となる。

### ワールドラグビー加盟国・地域（アジアラグビーにも加盟）
27の国と地域。年号はワールドラグビー加盟年。ワールドラグビー正規加盟協会（正会員）：22、アソシエート加盟協会（準会員）：5（年号の後の「*」印）
- 日本 （1987年）
- 大韓民国（英語版） （1988年）
- 香港 （1988年）
- スリランカ（英語版） （1988年）
- マレーシア（英語版） （1988年）
- グアム（英語版） （1998年）
- シンガポール（英語版） （1989年）
- タイ王国 （1989年）
- カザフスタン（英語版） （1997年）
- 中華人民共和国（英語版） （1997年）
- 中華民国 （1998年）
- インド（英語版） （1999年）
- ラオス（英語版） （2004年）
- モンゴル国（英語版） （2004年）
- パキスタン（英語版） （2008年）
- フィリピン（英語版） （2008年）
- イラン（英語版） （2010年）
- アラブ首長国連邦（英語版） （2012年）
- インドネシア（英語版） （2013年）
- ウズベキスタン（英語版） （2014年）
- ネパール（英語版） （2020年）
- カタール（英語版） （2020年）
- キルギス（英語版） （2004年*）
- ブルネイ（英語版） （2013年*）
- レバノン（英語版） （2018年*）
- ヨルダン（英語版） （2020年*）
- シリア（2022年*）

### アジアラグビーのみの加盟国・地域
8つの国・地域
- アフガニスタン
- バングラデシュ
- カンボジア
- イラク
- マカオ
- オマーン
- パレスチナ
- サウジアラビア

### アジアラグビーに加盟していない国
- ベトナム